# Großbeeren (przystanek kolejowy)
Großbeeren (niem: Bahnhof Großbeeren) – przystanek kolejowy (dawna stacja) w Großbeeren, w kraju związkowym Brandenburgia, w Niemczech..
Według klasyfikacji Deutsche Bahn przystanek ma kategorię 6.

## Położenie
Przystanek kolejowy znajduje się na południe od Berlina na linii kolejowej Berlin – Halle, około dwóch kilometrów na zachód od miejscowości Großbeeren. Ma połączenie łącznicami z Berliner Außenring. W niewielkiej odległości znajduje się droga B101 i autostrada A10.

## Linie kolejowe
- Berlin – Halle
- Michendorf – Großbeeren
- Anhalter Vorortbahn